# فونتاين (إنديانا)
فونتاين (بالإنجليزية: Fountain City, Indiana)‏ هي بلدة أمريكية تقع في الولايات المتحدة في مقاطعة واين (إنديانا). يقدر عدد سكانها بـ 796 نسمة ومساحتها 0.67 كم2 وترتفع عن سطح البحر 336 متر.

## التركيبة السكانية
قام مكتب تعداد الولايات المتحدة بتحديد بيانات التركيبة السكانية لفونتاين في تعداد الولايات المتحدة. في ما يلي، التركيبة السكانية حسب تعدادي 2000 و2010.

### تعداد عام 2000
بلغ عدد سكان فونتاين 735 نسمة بحسب تعداد عام 2000، وبلغ عدد الأسر 291 أسرة وعدد العائلات 212 عائلة مقيمة في البلدة.
وتوزع التركيب العرقي للبلدة بنسبة 97.69% من البيض و 0.27% من الأمريكيين ذوي الأصول الآسيوية و 0.68% من الأمريكيين الأفارقة و 1.09% من عرقين مختلطين أو أكثر.
بلغ عدد الأسر 291 أسرة كانت نسبة 33.7% منها لديها أطفال تحت سن الثامنة عشر تعيش معهم، وبلغت نسبة الأزواج القاطنين مع بعضهم البعض 58.8% من أصل المجموع الكلي للأسر، ونسبة 11.3% من الأسر كان لديها معيلات من الإناث دون وجود شريك، وكانت نسبة 27.1% من غير العائلات. تألفت نسبة 24.4% من أصل جميع الأسر من أفراد ونسبة 10.0% كانوا يعيش معهم شخص وحيد يبلغ من العمر 65 عاماً فما فوق. وبلغ متوسط حجم الأسرة المعيشية 2.95، أما متوسط حجم العائلات فبلغ 2.53.
بلغ العمر الوسطي للسكان 36 عاماً. وكانت نسبة 26.0% من القاطنين تحت سن الثامنة عشر، وكانت نسبة 8.3% بين الثامنة عشر والأربعة وعشرون عاماً، ونسبة 29.3% كانت واقعةً في الفئة العمرية ما بين الخامسة والعشرون حتى والأربعة وأربعون عاماً، ونسبة 22.4% كانت ما بين الخامسة والأربعون حتى الرابعة والستون، ونسبة 14.0% كانت ضمن فئة الخامسة والستون عاماً فما فوق. يوجد لكل 100 أنثى 95.0 ذكر، ويوجد لكل 100 أنثى في الثامنة عشر من عمرها فما فوق 94.3 ذكر.
بلغ متوسط دخل الأسرة في البلدة 34,722 دولار، أما متوسط دخل العائلة فبلغ 40,865 دولار. وكان متوسط دخل الذكور 32,031 دولار مقابل 21,000 دولار للإناث. وسجل دخل الفرد الخاص بالبلدة 15,669 دولار. وكانت نسبة 7.4% من العائلات ونسبة 8.8% من السكان تحت خط الفقر، وكان من هؤلاء نسبة 10.3% تحت سن الثامنة عشر ونسبة 10.9% في الخامسة والستين من العمر وما فوق.

### تعداد عام 2010
بلغ عدد سكان فونتاين 796 نسمة بحسب تعداد عام 2010، وبلغ عدد الأسر 311 أسرة وعدد العائلات 221 عائلة مقيمة في البلدة. في حين سجلت الكثافة السكانية 3,061.5 نسمة لكل ميل مربع (1,182.1/كم2). وبلغ عدد الوحدات السكنية 343 وحدة بمتوسط كثافة قدره 1,319.2 لكل ميل مربع (509.3/كم2).
وتوزع التركيب العرقي للبلدة بنسبة 97.2% من البيض و 0.1% من الأمريكيين ذوي الأصول الآسيوية و 0.9% من الأمريكيين الأفارقة و 1.8% من عرقين مختلطين أو أكثر.
بلغ عدد الأسر 311 أسرة كانت نسبة 39.5% منها لديها أطفال تحت سن الثامنة عشر تعيش معهم، وبلغت نسبة الأزواج القاطنين مع بعضهم البعض 48.6% من أصل المجموع الكلي للأسر، ونسبة 15.1% من الأسر كان لديها معيلات من الإناث دون وجود شريك، بينما كانت نسبة 7.4% من الأسر لديها معيلون من الذكور دون وجود شريكة وكانت نسبة 28.9% من غير العائلات. تألفت نسبة 24.4% من أصل جميع الأسر من أفراد ونسبة 8.7% كانوا يعيش معهم شخص وحيد يبلغ من العمر 65 عاماً فما فوق. وبلغ متوسط حجم الأسرة المعيشية 3.00، أما متوسط حجم العائلات فبلغ 2.56.
بلغ العمر الوسطي للسكان 37.6 عاماً. وكانت نسبة 27.6% من القاطنين تحت سن الثامنة عشر، وكانت نسبة 9% بين الثامنة عشر والأربعة وعشرون عاماً، ونسبة 24.6% كانت واقعةً في الفئة العمرية ما بين الخامسة والعشرون حتى والأربعة وأربعون عاماً، ونسبة 24.3% كانت ما بين الخامسة والأربعون حتى الرابعة والستون، ونسبة 14.6% كانت ضمن فئة الخامسة والستون عاماً فما فوق. وتوزع التركيب الجنسي للسكان بنسبة 47.0% ذكور و53.0% إناث.